# Pers Muara Tembulih
Pers Muara Tembulih is een bestuurslaag in het regentschap Lampung Barat van de provincie Lampung, Indonesië. Pers Muara Tembulih telt 502 inwoners (volkstelling 2010).